# Зимовина
Зимо́вина (болг. Зимовина) — село в Хасковській області Болгарії. Входить до складу общини Стамболово.

## Населення
За даними перепису населення 2011 року у селі проживали 237 осіб, з них 218 осіб (98,6%) — турки.
Розподіл населення за віком у 2011 році:
Динаміка населення: